# Anthony Panizzi

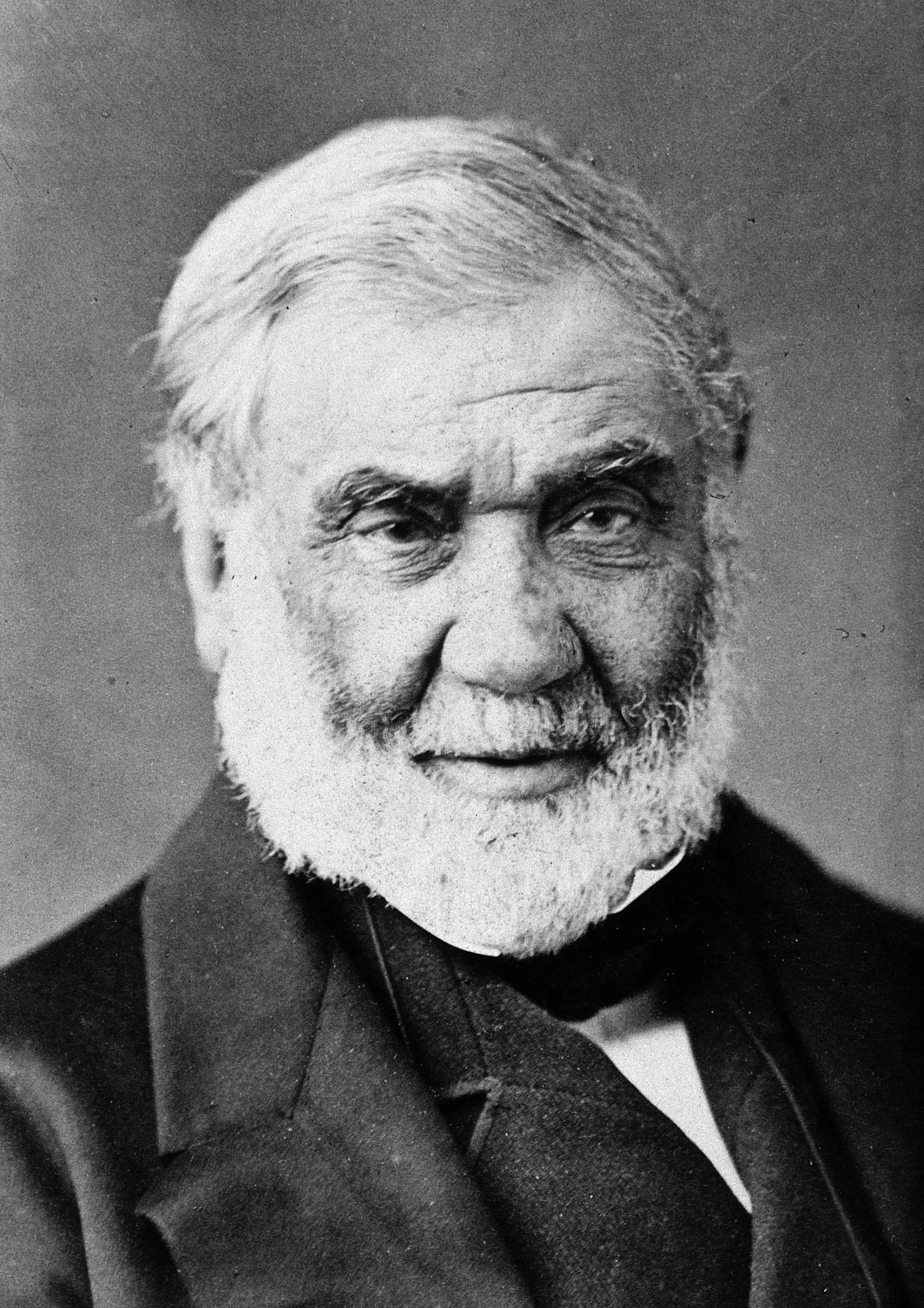
Antonio Panizzi

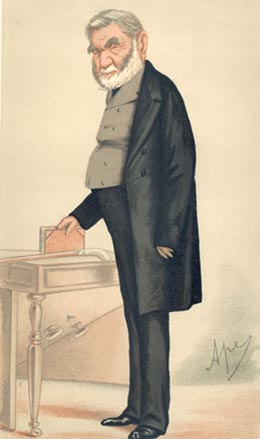
Antonio Panizzi

Sir Anthony Panizzi, mit vollem Namen Antonio Genesio Maria Panizzi, (* 16. September 1797 in Brescello; † 8. April 1879 in London) war ein italienisch-britischer Bibliothekar und Direktor der Bibliothek des British Museums.

## Leben
Panizzi wurde 1797 im Herzogtum Modena geboren. Er besuchte die Schule in Reggio, studierte bis 1818 Rechtswissenschaften an der Universität Parma und war dann als Anwalt tätig. Als Anhänger einer Geheimgesellschaft, die sich gegen die italienische Herrschaft in Oberitalien richtete, wurde er 1822 verhaftet, entfloh und ging 1823 nach England, wo er sich zunächst in Liverpool niederließ und Italienisch unterrichtete. 1832 wurde er britischer Staatsbürger.
1831 erhielt er eine Stelle als Assistant Librarian im Department of Printed Books des British Museums, wurde 1837 dort Keeper of the Printed Books und war schließlich von 1856 bis zu seinem Ruhestand 1866 als Principal Librarian Leiter der Bibliothek.
Zu seiner Zeit war die British Museum Library faktisch die Nationalbibliothek des Vereinigten Königreichs. Mit über einer Million Druckwerken war die Bibliothek damals zudem die größte Bibliothek weltweit. Ihr berühmter kreisförmiger Lesesaal wurde von Sydney Smirke nach den Vorgaben Panizzis entworfen.
Panizzi schuf als Chefbibliothekar die Grundlagen für das wissenschaftliche Bibliothekswesen. Seine Leistung bestand vor allem in der Einführung neuer Techniken und Methoden, wie etwa der Einführung eines neu aufgebauten Lesesaals und eines vollständigen, nach Regeln (die „Ninety-One Cataloguing Rules“) systematisch angelegten Katalogs, die in ihren Auswirkungen bis zu den Katalogregeln des 19. und 20. Jahrhunderts nachzuweisen sind. Zudem bildeten diese Regeln die Grundschemata für den Aufbau kategorisierter bibliographischer Informationen, wie sie später auf Katalogkarten im ISBD-Format und in den Elementen moderner Datenstrukturen für bibliographische Daten zu finden sind.
Panizzi war Herausgeber Matteo Maria Boiardos Orlando Innamorato sowie Ludovico Ariostos Orlando Furioso.
Er wurde im Jahr 1869 als Knight Commander in den Order of the Bath aufgenommen und erhielt damit den persönlichen Adel („Sir“).